# Poetism
Poetism var en litterär och konstnärlig riktning inom tjeckisk modernism, som blomstrade under 1920-talet. 

## Historia
Poetismen hade sina rötter hos den tjeckiska arbetarpoesin och den avantgardistiska konstnärsgruppen Devětsil. Ledande namn inom rörelsen var poeterna Vítězslav Nezval och Jaroslav Seifert, samt teoretikern och bildkonstnären Karel Teige, vars manifest (1924) betonade poesins karaktär av lek, livsglädje och fria associationer. Poetismen var vid sidan av den franska surrealismen en viktig inspirationskälla för den tjeckiska surrealismen.

## Kända poetister

### Bildkonst
- Jindřich Štyrský
- Karel Teige
- Toyen

### Teater
- Emil František Burian